# MV Blue Marlin
Blue Marlin é um navio de elevação pesado semissubmersível de propriedade da Dockwise, localizada nos Países Baixos. Projetado para transportar grandes sondas de perfuração sob o seu deck, é equipado com 38 cabines com acomodações para 60 pessoas, sala de musculação, sauna e piscina. O Blue Marlin e seu navio irmão Black Marlin fazem parte da classe Marlin de navios de levantamento pesado.

## História
O Blue Marlin e seu navio irmão eram propriedade da Offshore Heavy Transport de Oslo, Noruega, desde sua construção em abril de 2000 e novembro de 1999, respectivamente, até 6 de julho de 2001, quando foram adquiridos pela Dockwise. A Marinha dos Estados Unidos contratou o Blue Marlin para deslocar o contratorpedeiro USS Cole de volta aos Estados Unidos depois do navio ser danificado num ataque suicida da Al-Qaeda enquanto estava atracado no porto de Aden, Iêmen.
Em julho de 2005, o Blue Marlin transportou a refinaria de gás Snøhvit do seu local de construção em Cádiz para Hammerfest, em uma viagem de 11 dias. Esse transporte foi filmado pelo programa de TV Extreme Engineering do Discovery Channel e pelo programa Mega Movers do History Channel.
Em novembro de 2005, o Blue Marlin partiu de Corpus Christi, Texas, para transportar o Sea-based X-band Radar até a Ilha Adak no Alaska, através do extremo sul da América do Sul e Pearl Harbor, Hawaii. Ele chegou a Pearl Harbor em 9 de janeiro de 2006 após viajar 15 000 milhas.
Em 16 de junho de 2012, o navio atracou em Ferrol para se preparar para transportar o navio HMAS Canberra até Melbourne, Austrália.